# Leonhard von dem Ellenbant
Leonhard von dem Ellenbant (* 1480/1481 in Heerlen; † 16. Jahrhundert) war Schöffe und Bürgermeister der Reichsstadt Aachen.

## Leben und Wirken
Leonhard von dem Ellenbant war der Sohn des gleichnamigen Vaters und der Katharine von Weerst. Er verlor früh seinen Vater und wurde bereits mit 15 Jahren Erbe von Gut Meesenbroek bei Heerlen. Anfang des 16. Jahrhunderts zog er nach Aachen und wurde 1507 durch Vermittlung der einflussreichen Ratsherrenfamilie van Haren in den Schöffenstuhl aufgenommen. Scheinbar ohne vorher bestimmte Ämter oder Aufgaben im Stadtrat offiziell wahrgenommen zu haben, wurde von dem Ellenbant in den Jahren 1516/17, 1529/30, 1533/34, 1535/36 und 1537/38 zum Schöffenbürgermeister der Stadt Aachen gewählt. Seine erste Amtszeit war geprägt von einem Streit um die Rechte der Vogtei Burtscheid, in der er als Vermittler angerufen wurde. In seiner zweiten Amtszeit leitete er zusammen mit Peter von Inden die Aachener Delegation beim Reichstag zu Speyer 1529, die sich mit einer Mehrzahl der Städtevertreter für die Wiedereinsetzung des vorübergehend ausgesetzten Wormser Edikts einsetzte, das die Reichsacht über Martin Luther verhängt und die Lektüre und Verbreitung seiner Schriften verboten hatte. Ebenso vertrat er Aachen in seiner dritten Amtszeit bei einer Versammlung in Koblenz, die sich gegen ein Erstarken der Wiedertäufer in Münster aussprach. Nach seinen Amtszeiten war er 1549 als Schöffenmeister maßgeblich an der Abfassung einer Aktualisierung der Schöffenordnung beteiligt.
Leonhard von dem Ellenbant starb nach 1552, da er in jenem Jahr ein letztes Mal als Schöffe urkundlich erwähnt wurde. Er war verheiratet mit Maria von Hochkirchen, Tochter des Schöffen Heinrich von Hochkirchen und Erbin des Guts Soerser Hochkirchen; das Ehepaar hatte mindestens zwei namentlich überlieferte Töchter. Neben seinem geerbten Gut Meesenbroek besaß von dem Ellenbant noch einen Gutshof in der Soers sowie Ländereien im Aachener Vorort Haaren und ein Haus im Stadtzentrum. Darüber hinaus war er seit 1528 Lehnsträger der Burg Raaf.